# ソウル特別市都市鉄道公社8000系電車
ソウル特別市都市鉄道公社8000系電車（ソウルとくべつしとしてつどうこうしゃ8000けいでんしゃ）は、1996年11月23日に営業運転を開始したソウル交通公社8号線の通勤形電車。

## 概要
MT比3M3Tの6両編成であり、1次車と2次車は同時期に製造された7000系と両数以外は同じである。宇進産電製の運転管理制御システム「TGIS」を搭載していてATO使用したワンマン運転時の運転士支援を行っている。1999年と2024年の路線延長の際に2次車、3次車を増備した。

### 1次車
1995年 - 1996年に大宇重工業で製造し801 - 815編成が導入された。当時別会社であったソウル特別市地下鉄公社の4000系と同じ電装品のGECアルストム製のGTO-VVVF(32RA025B2)を搭載している。
側窓は2枚窓になっていて上部が開閉する内倒れ式となっている。
2020年5月、815編成の8215号車・8715号車で発生した車体下部亀裂の影響で運休となった。その後、2023年5月に、廃車予定であった同仕様の7000系1次車の712編成7212号車・7712号車とトレードし、再度運用復帰している。
810 - 815編成には防犯カメラ（CCTV）が設置されている。

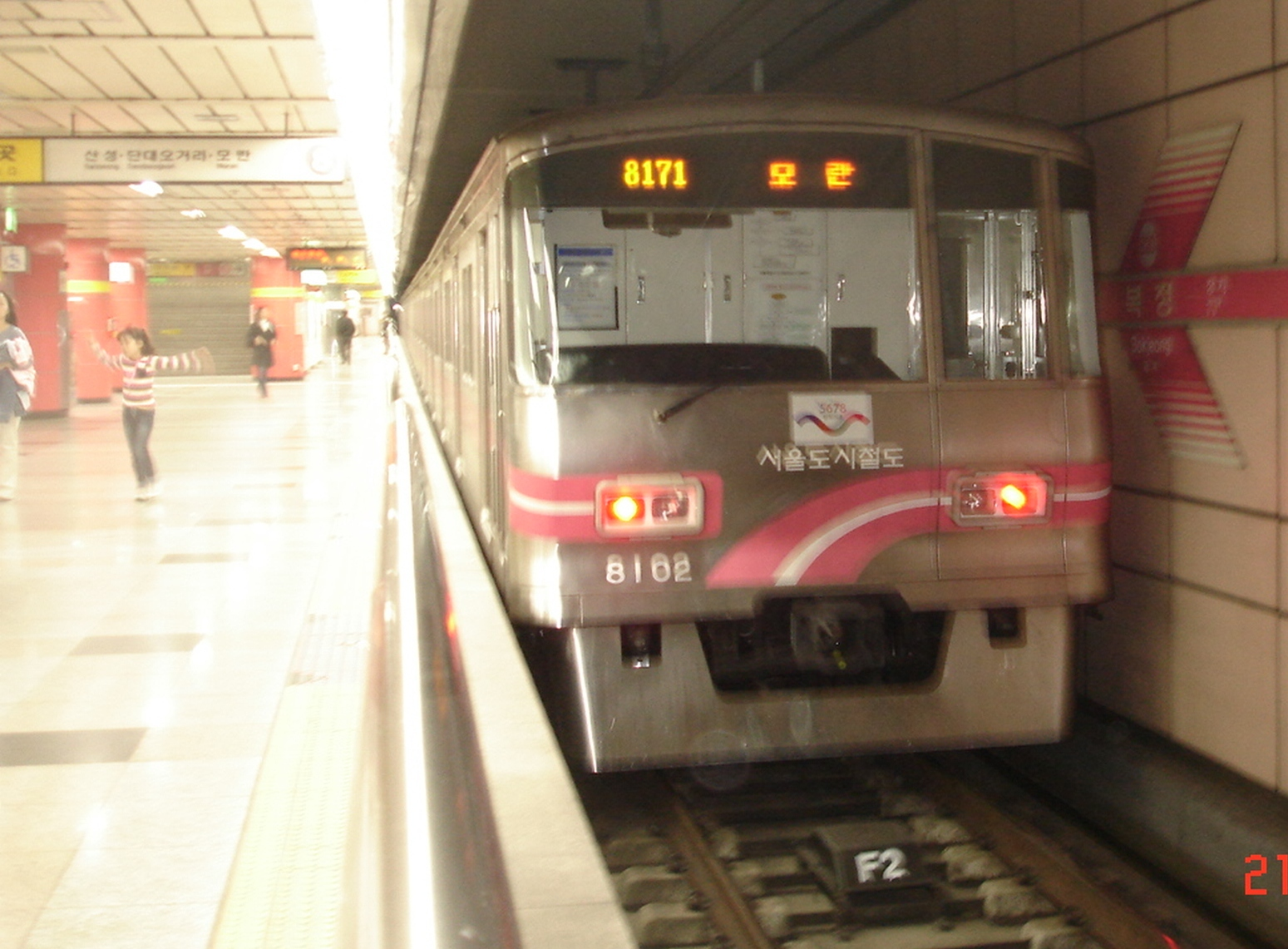
802編成

### 2次車
1999年に韓進重工業で製造し816 - 822編成が導入された。東芝製のIGBT-VVVF 2レベル3相電圧型PWMインバータ(SVF035-A0型)を搭載したほか、外観の変更点は従来の骨組み工法から川崎重工業が開発した2シート工法を採用したため、外板ビートが省略され、前面では行先表示LEDの大型化と窓枠が黒塗装された。側窓は1枚窓となり開閉は出来ない。

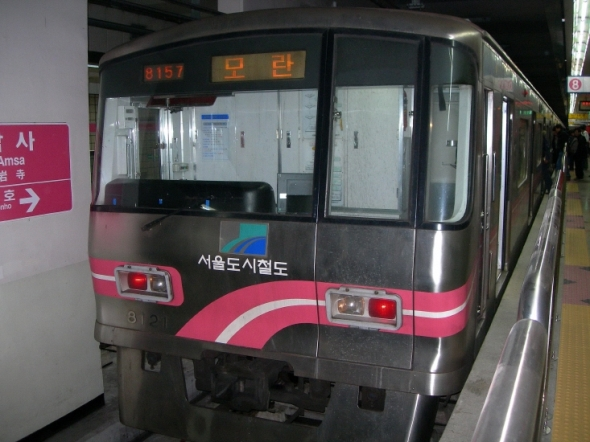
821編成（現在は7号線に転属）

822編成は2005年1月3日の放火事件で被災した7000系752編成の代替として3両を捻出されたため休車となり、その後、2010年に821編成が休車となった822編成中間2両と合わせて、7000系763編成として7号線に転属した。なお、転属していない822編成の1両は7号線のSR000系のモックアップ車両に改造された。
2023年までに全車両に防犯カメラが設置されている。

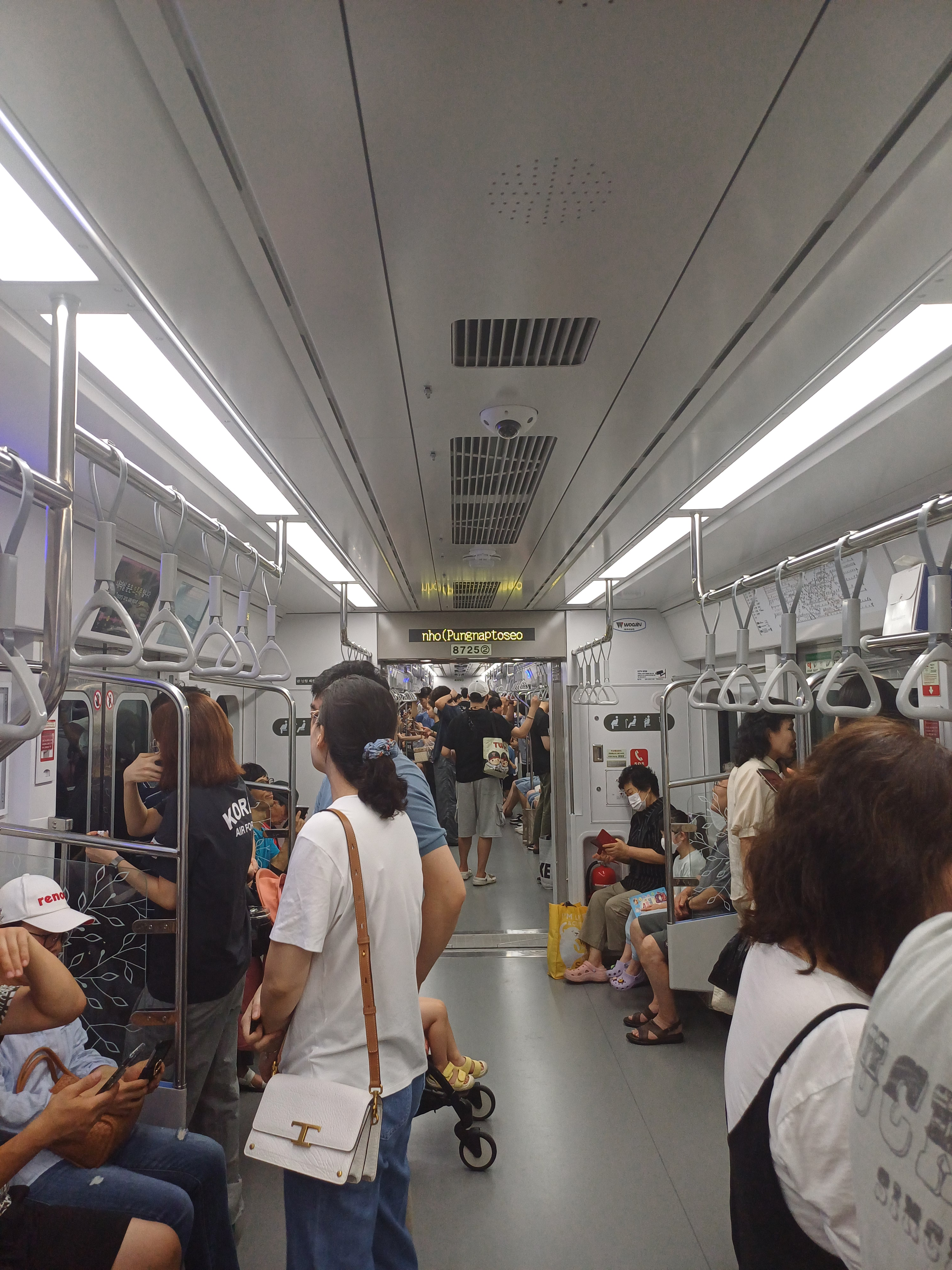
825編成の車内

### 3次車
放火事件で被災し7号線に転属した821編成、822編成の事実上代替分用車と、2024年8月の別内延伸時の増備車として、821 - 829編成が導入された。車両は5000系4次車や7000系4次車と同じく宇進産電製で、主電動機に東芝原設計の全閉自冷式永久磁石同期電動機（PMSM）を制御装置にはPMSM主回路対応IGBT素子VVVFインバータを採用した。2021年6月から釜山国際鉄道産業展にて模型が展示され、2023年6月30日に第1編成となる821編成が宇進産電を出場、2023年9月から本線・別内線での試運転を開始した。その後2024年5月25日から824・825編成が営業運転を開始し、同時に別内線開業後のダイヤを組んだ状態での営業試運転が開始された。 
外観・車内は5000系4次車や7000系4次車に類義している一方、前面下部のアンチクライマーが大型化され、客用乗降扉の窓の形状やドアエンジンは2000系3次車などに準じたタイプに変更され、5000系4次車や7000系4次車よりも窓のRが厳しいものとなっている。また車内のつり革は、1・2次車と同様のおにぎり形状をしているなどの相違点がみられる。 
なお、3次車の導入に伴い、牡丹車両事業所の収容数を増加した。 

### 4次車
1次車の老朽化に伴い、2025年から2026年にかけて801 - 815編成全てを置き換える。5号線の置き換え用の新車と同一設計で導入予定。製造はタウォンシスが担当。3次車との走行機器の共通化を図っており、PMSMが採用される。なお、タウォンシスの車両納期遅延の影響で、置き換えは2026年後半にずれ込んでいる。

### 5次車
2次車の老朽化に伴い、2027年から2028年にかけて816 - 820編成全てを置き換える予定。2025年に宇進産電が1000系3次車と4000系6次車と共同受注している。

## 編成表
ソウル交通公社の編成番号は、4桁の車号のうち号車を意味する百の位を除く3桁で表現する。（例：1号車が8101である編成＝801編成）
|          | ← 岩寺牡丹 → |              |              |              |              |              |        |          |
| 号車     | 1            | 2            | 3            | 4            | 5            | 6            | 製造年 | 車両形態 |
| 形式     | 8100形       | 8200形       | 8400形       | 8600形       | 8700形       | 8000形       | 製造年 | 車両形態 |
| 区分     | Tc           | M            | T            | M            | M'           | Tc           | 製造年 | 車両形態 |
| 搭載機器 | SIV,BT       | VVVF         |              | VVVF,CP      | VVVF,CP      | SIV,BT       | 製造年 | 車両形態 |
| 車両番号 | 8101         | 8201         | 8401         | 8601         | 8701         | 8001         | 1995年 | 1次車    |
| 車両番号 | 8102 ： 8115 | 8202 ： 8215 | 8402 ： 8415 | 8602 ： 8615 | 8702 ： 8715 | 8002 ： 8015 | 1996年 | 1次車    |
| 車両番号 | 8116 ： 8120 | 8216 ： 8220 | 8416 ： 8420 | 8616 ： 8620 | 8716 ： 8720 | 8016 ： 8020 | 1999年 | 2次車    |

|              | ← 岩寺牡丹 → |              |              |              |              |                 |        |          |
| 号車         | 1            | 2            | 3            | 4            | 5            | 6               | 製造年 | 車両形態 |
| 形式         | 8100形       | 8200形       | 8400形       | 8600形       | 8700形       | 8000形          | 製造年 | 車両形態 |
| 区分         | Tc           | M            | T            | M            | M'           | Tc              | 製造年 | 車両形態 |
| 搭載機器     | SIV,BT       | VVVF         |              | VVVF,CP      | VVVF,CP      | SIV,BT          | 製造年 | 車両形態 |
| 車両番号     |              |              |              |              |              |                 |        |          |
| 8101 ： 8115 | 8201 ： 8215 | 8401 ： 8415 | 8601 ： 8615 | 8701 ： 8715 | 8001 ： 8015 | 2025年 - 2026年 | 4次車  |          |
| 8116 ： 8120 | 8216 ： 8220 | 8416 ： 8420 | 8616 ： 8620 | 8716 ： 8720 | 8016 ： 8020 | 2027年 - 2028年 | 5次車  |          |
| 8121 ： 8129 | 8221 ： 8229 | 8421 ： 8429 | 8621 ： 8629 | 8721 ： 8729 | 8021 ： 8029 | 2023年 – 2024年 | 3次車  |          |

| 凡例 - VVVF -主制御装置 - SIV -静止形インバータ - CP -空気圧縮機 - BT -蓄電池 |
| 備考 - パンタグラフは、M（8200形、8600形）に下枠交差形を2基ずつ搭載する。     |